# Léderer Emma
Léderer Emma, olykor Lederer (Budapest, 1897. június 30. – Budapest, 1977. október 12.) magyar történész, középkorász, levéltáros, tanszékvezető egyetemi tanár, a történelemtudományok doktora (1952).

## Származása
Zsidó családban született Budapesten. Édesapja dr. Léderer Ignác ügyvéd, édesanyja Lazarsfeld Irma.

## Pályája
A Budapesti Tudományegyetemen történelem-latin szakon tanult, majd gazdaságtörténetből doktorált 1923-ban. 1922 és 1945 között Budapesten volt tisztviselő, majd a Fővárosi Népművelési Központ aligazgatója és a Magyar Országos Levéltár levéltárosa volt 1945 és 1950 között. A második világháborút követően 1946-ban az ELTE BTK Történelem Segédtudományok Tanszéke magántanárává nevezték ki, 1950-től nyilvános rendes tanár, 1952-től 17 éven át tanszékvezető egyetemi tanár volt, emellett a Magyar Tudományos Akadémia Történettudományi Bizottságának is tagja. Az ő kezdeményezésére indult meg a levéltárosképzés, továbbá a historiográfia oktatása. 1945-től társadalomtörténeti és politikatörténeti tárgyú műveket írt, majd historiográfiával foglalkozott. Egyetemi jegyzetei mellett társszerzője volt a Magyarország története című 1957-ben megjelent egyetemi tankönyv első kötetének, továbbá szerkesztette a Szöveggyűjtemény Magyarország történetének tanulmányozásához című 1964-es segédkönyvet is. 1967-ben Molnár Erik-emlékérmét kapott. Haláláról beszámolt a Népszabadság és a Magyar Nemzet. A Farkasréti temetőben temették el 1977. október 21-én (34/3/I. parcella 1. sor 196. sír). Sírját 2004-ben védetté nyilvánították.

## Főbb művei
- Régi magyar űrmértékek (Századok, 1923);
- A legrégibb magyar iparososztály kialakulása (Századok, 1928);
- A középkori pénzüzletek története Magyarországon 1000-1458 (Bp., 1932);
- Egyetemes művelődéstörténet (Bp., 1935);
- A magyar társadalom kialakulása a honfoglalástól 1918-ig (Bp., 1947);
- Az egyház szerepe az árpádkori Magyarországon (Bp., 1949);
- Az ipari kapitalizmus kezdetei Magyarországon (Bp., 1952);
- A feudalizmus kialakulása Magyarországon (Bp., 1959);
- A történelem tudományossága (Bp., 1968);
- A magyar polgári történetírás rövid története (Bp., 1969).

## Publikációi
- Historiográfiánk történetibb vizsgálatáért. Századok, 1955. (89. évf.) 1. sz. 103-106. old.
- A történész-levéltáros képzés kérdései Magyarországon. Levéltári híradó, 1952. (2. évf.) 1. sz. 32-35. old.
- A tatárjárás Magyarországon és nemzetközi összefüggései. Századok, 1952. (86. évf.) 2. sz. 327-363. old.
- Az egyház szerepe az árpádkori Magyarországon. Századok, 1949. (83. évf.) 1-4. sz. 79-105. old.
- 1848 centenáriuma a francia történeti irodalomban. Századok, 1948. (82. évf.) 1-4. sz. 353-363. old.
- Komoróczy György: A magyar kereskedelem története. Budapest, 1942. (Kincsestár. A Magyar Szemle Társaság kis könyvtára, 61.). Századok, 1943. (77. évf.) 7-10. sz. 459-460. old.
- Kalveram, Gertrud: Die Theorien von den Wirtschaftsstufen. Leipzig, 1935. (Frankfurter wissenschaftliche Studien, 1.) Századok, 1939. (73. évf.) 1-3. sz. 104-105. old.
- Weber, Alfred: Kulturgeschichte als Kultursoziologie. Leiden, 1935. Századok, 1937. (71. évf.) 4-6. sz. 247-249. old.
- Sinkovics István: A magyar nagybirtok élete a XV. század elején. Budapest, 1933. (Tanulmányok a magyar mezőgazdaság történetéhez, 8.). Századok, 1935. (69. évf.) 1-3. sz. 112-113. old.
- Bártfa város vászonszövő üzeme a XV. században. A Gróf Klebelsberg Kuno Magyar Történetkutató Intézet évkönyve, 1934. 4. évf. 150-158. old.
- Spangenberg, Hans: Territorialwirtschaft und Stadtwirtschaft. Ein Beitrag zur Kritik der Wirtschaftsstufentheorie. München, Berlin, 1932. (Historischen Zeitschrift. Beiheft 24.). Századok, 1934. (68. évf.) 1-3. sz. 102-104. old.
- A legújabb gazdaságtörténeti irodalom problémái. Századok, 1933. (67. évf.) 1-3. sz. 14-37. old.
- La fin du moyen âge. La désagrégation du monde médiéval, 1285-1453. Paris, 1931. (Peuples et civilisations, histoire générale) ; Bémont, Charles, Doucet, Roger: Histoire de l'Europe au moyen âge, 1270-1493. Paris, 1931. Századok, 1932. (66. évf.) 4-6. sz. 241-242. old.
- Kraus, J. B.: Scholastik, Puritanismus und Kapitalismus. Eine vergleichende dogmengeschichtliche Übergangsstudie. München, Leipzig, 1930. Századok, 1931. (65. évf.) 7-8. sz. 310-312. old.
- Bechtel, Heinrich: Wirtschaftsstil des deutschen Spätmittelalters. Der Ausdruck der Lebensform in Wirtschaft, Gesellschaftsaufbau und Kunst von 1350 bis 1500. München, Leipzig, 1930. Századok, 1931. (65. évf.) 7-8. sz. 313-315. old.
- Brunner, Otto: Die Finanzen der Stadt Wien von den Anfängen bis ins 16. Jahrhundert. 1929; Sailer, Leopold: Die Wiener Ratsbürger des 14. Jahrhunderts. 1931. (Studien aus dem Archiv der Stadt Wien, 1-2., 3-4.). Századok, 1931. (65. évf.) 9-10. sz. 433-438. old.
- A legrégibb magyar iparososztály kialakulása. Történelmi szemle, 1977. (20. évf.) 3-4. sz. 653. old.
- Marczali Henrik helye a magyar polgári történettudományban. Századok, 1962. (96. évf.) 3-4. sz. 440-469. old.
- Domanovszky Sándor (1877-1955): nekrológ. Századok, 1955. (89. évf.) 3. sz. 522-523. old.
- Beszámoló a Német Demokratikus Köztársaság levéltárügyének egyes kérdéseiről. Levéltári híradó, 1954. (4. évf.) 3-4. sz. 132-136. old.
- A legrégibb magyar iparososztály kialakulása: 1. közlemény. Századok, 1928. (62. évf.) 1-3. sz. 492-528. old.
- A legrégibb magyar iparososztály kialakulása: 2. közl., vége. Századok, 1928. (62. évf.) 4-6. sz. 633-645. old.
- Georg von Below: Territorium und Stadt. Aufsätze zur deutschen Verfassungs-, Verwaltungs-, und Wirtschaftsgeschichte. Zweite, wesentlich veränderte Aufl. München, Berlin, 1923. Századok, 1926. (60. évf.) 7-8. sz. 756-759. old.
- Altungarische Hohlmasse: 1. theil. Századok, 1923. (57. évf.) 1-6. sz. 12-14. old.
- Régi magyar űrmértékek (I. közlemény). Századok, 1923. (57. évf.) 1-6. sz. 123-157. old.
- Régi magyar űrmértékek (II. közlemény). Századok, 1923. (57. évf.) 7-10. sz. 305-326. old.